# Antonín Buchtel
Antonín Buchtel (4. května 1804 Pastviny – 1. března 1882 Letohrad (do r. 1950 Kyšperk)) byl český skladatel a sběratel hudebních nástrojů.

## Život
Podle některých pramenů se narodil o několik kilometrů severněji v obci Klášterec nad Orlicí. Po absolvování gymnázia v Moravské Třebové vystudoval filosofii na Karlově univerzitě a pak bohosloví v Hradci Králové.
Ještě během studia (1826) byl vysvěcen na kněze. O rok později byl jmenován kooperátorem v Klášterci nad Orlicí, administrátorem v Pěčíně u Rokytnice a konečně 28. září 1845 byl přidělen na faru v Kyšperku. Zde dosáhl titulu vikáře, konzistorního rady, arcikněze a stal se školním inspektorem na německých školách. Byl všestranně činný s hlubokým sociálním cítěním. Zakoupil zrušenou továrnu na sirky (mimochodem byla to První privilegovaná továrna na sirky v království českém a vyráběly se tam sirky dříve než v Sušici), přestavěl ji na chudobinec a daroval městu. Jeho záslužná činnost byla oceněna řadou vyznamenání.
Buchtelova sbírka hudebních nástrojů vznikala postupně v rozmezí let 1830–1882. Sbírka obsahovala mistrovské kusy (theorba Martina Brunera, mistrovská viola d'amore houslaře Jana Oldřicha Eberle, či viola Nicolase Leidolffa z Vídně z roku 1700), ale i nástroje lidové (niněru, miniaturní housle užívané tanečními mistry – pošetky, trumšajt a hřebíkové housle). Jeden z nástrojů, celodřevěný xylofon, dokonce sám vyrobil. Sbírku odkázal Národnímu muzeu, kde vytvořila základ sbírky hudebních nástrojů, dokonce nejprve jako samostatné oddělení zvané Buchtelium. Sbírku daroval 13. prosince 1875 současně s rukopisy svých 13 skladeb Dnes je obojí součástí sbírek Českého muzea hudby.
Zemřel 1. března 1882 a je pohřben na hřbitově v Letohradě.

## Dílo

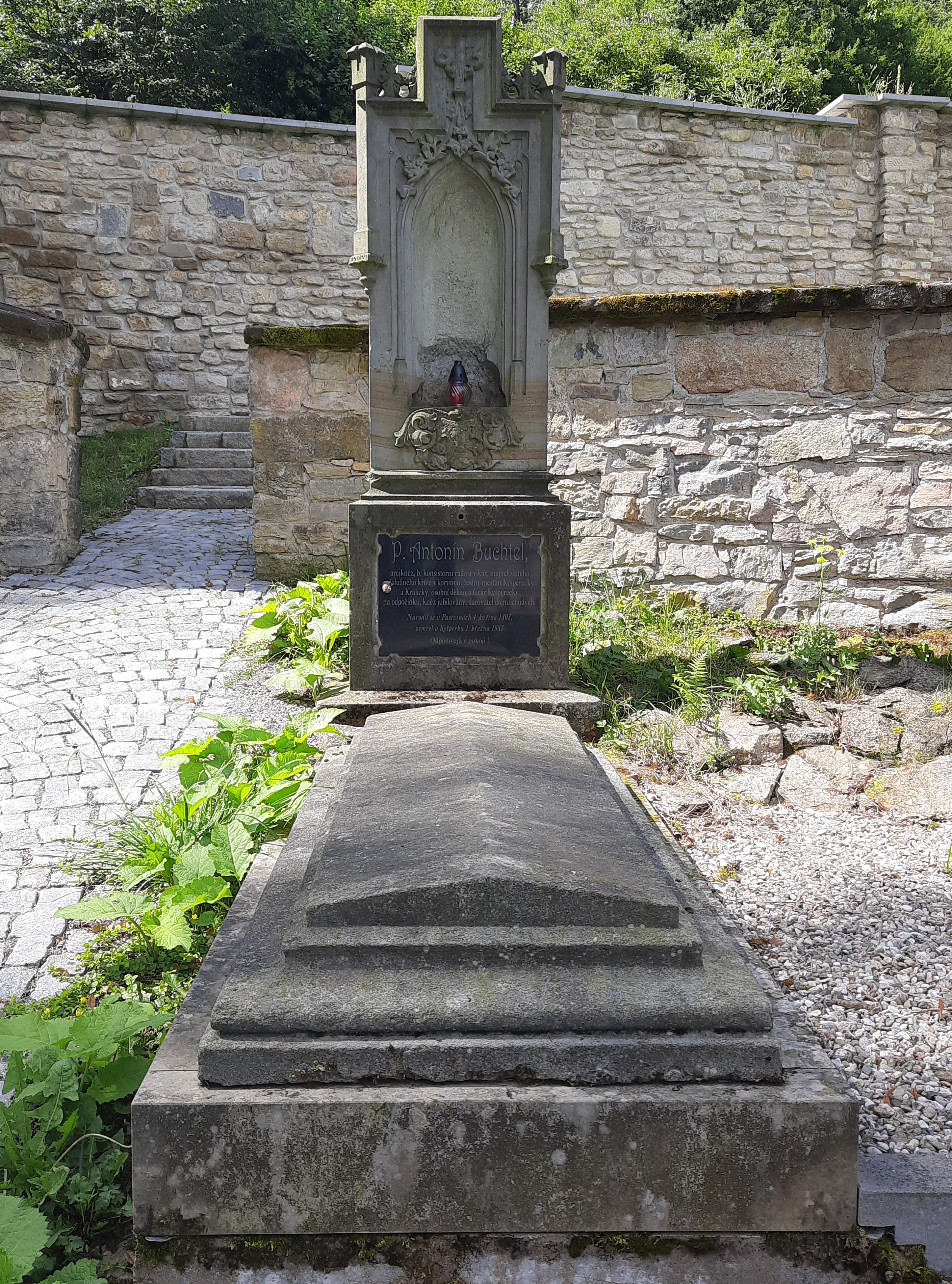
Hrob A. Buchtela na hřbitově v Letohradu

Kromě četných chrámových skladeb komponoval zejména skladby pro klavír, tance a písně. Psal hudbu nejen na německé texty (např. sbírka písní: Lieder eines Blinden), ale i na texty české (Poselství, Hraběnce na památku). O jeho úctě k české hudbě svědčí i vlastní klavírní transkripce skladby Jana Václava Hugo Voříška Lístek do památníku.
Byl i znamenitým hudebním pedagogem. Pouze v rukopisu však zůstaly jeho školy hry na klavír:
- Über das Zusammenspielen ungleichtheiliger Notenngruppen
- Kleine Übungen mit Fingersatz